# Pierre de Cornulier de la Touche
Pierre de Cornulier, seigneur de la Touche, mort en 1588, est un militaire et administrateur français, maire de Nantes de 1569 à 1570.

## Biographie
Pierre de Cornulier est le fils de Pierre de Cornulier, seigneur de la Haudelinière, capitaine des arquebusiers à cheval de Jean de Laval-Châteaubriant, et de Jeanne Le Royer.
Rentré au service des gouverneurs de Bretagne, le duc d'Étampes puis le prince de Martigues, il prend part à diverses campagnes sous leurs ordres.
Il est maire de Nantes de 1569 à 1570.
Il fut Trésorier de France et Général des finances en Bretagne.
Il assiste en qualité de commissaire du roi aux États de Bretagne assemblés à Vannes en 1582.
Marié à Claude de Comaille, fille de Toussaint Comaille, « intendant des affaires » de l'amiral Claude d'Annebault, et de Perrine Vivien, dame de La Touche, il est le père de Claude de Cornulier et de Pierre de Cornulier.
Il est seigneur de la Touche, de Quiheix-sur-l'Erdre, de La Pénicière, de La Rivière, de La Croix Merhan, de Beaujonnet, de La Haye, de Rozabonnet, de La Bourdinière, de Lucinière et de Fayau.

## Municipalité
Sous-maire : 
- Robert Poullain

Échevins :
- Guillaume Poulain ;
- Julien Boyleau ;
- François Arnolet du Tertre ;
- Jean Baril de la Tousche ;
- François Biré de la Senaigerie ;
- Jacques Durande ;
- Guillaume Gougeon ;
- Guillaume Bretagne, remplacé par Pierre Potier (décédé en cours de mandat), remplacé par Michel Le Loup ;
- Jean Houys (député de Nantes aux États de Bretagne à Rennes, accompagné de Dauffy et Calmon).